# Батаров, Михаил Фёдорович
Михаи́л Фёдорович Бата́ров (30 сентября 1919 — 26 декабря 1990) — советский военный лётчик, участник Великой Отечественной войны, командир эскадрильи 611-го истребительного авиационного полка 288-й истребительной авиационной дивизии 17-й воздушной армии 3-го Украинского фронта, майор.
Герой Советского Союза (18.08.1945), генерал-майор авиации в отставке (с 1981 года).

## Биография
Родился 30 сентября 1919 года в селе Гришино (ныне — Гороховецкого района Владимирской области) в семье крестьянина. Русский. Окончил неполную среднюю школу. В 1936 году уехал в Москву, работал котельщиком, без отрыва от работы занимался в аэроклубе.
В Красной Армии с 1939 года. В 1940 году окончил Борисоглебскую военно-авиационную школу. Член ВКП(б) с 1942 года.
На фронтах Великой Отечественной войны с декабря 1942 года. Сражался на Закавказском, Северо-Кавказском, Южном, 4-м, 3-м и 1-м Украинских фронтах. Оборонял Кавказ, освобождал Крым, Украину, Румынию, Болгарию, Югославию, войну закончил в Австрии.
Воевал в составе 611-го истребительного авиационного полка лётчиком, командиром звена, эскадрильи. К апрелю 1945 года майор Батаров совершил 322 боевых вылета, в 72 воздушных боях сбил лично 15 самолётов противника. Был представлен к званию Героя Советского Союза.
Был не только мастером воздушного боя, но и хорошим разведчиком. 27 июля 1944 года, в день освобождения Львова, Михаил Батаров производил разведку немецкого аэродрома, расположенного на окраине города. На подходе он встретил два истребителя противника. Завязался бой, в котором Батаров сбил ведущий Messerschmitt Bf.109. Он успешно сфотографировал аэродром и доставил командованию ценные данные. 18 января 1945 года, производя разведку в районе озера Балатон, обнаружил до 200 танков, которые намеревались выйти в тыл наших войск, окруживших в районе Будапешта большую группировку противника. Несмотря на то, что на Батарова дважды нападали немецкие истребители, ценные данные он доложил своевременно.
Всего к концу войны на его счету было 350 успешных боевых вылетов. После Победы продолжил службу в Советской Армии.
Указом Президиума Верховного Совета СССР от 18 августа 1945 года за образцовое выполнение боевых заданий командования на фронте борьбы с немецкими захватчиками и проявленные при этом мужество и геройство майору Батарову Михаилу Фёдоровичу присвоено звание Героя Советского Союза с вручением ордена Ленина и медали «Золотая Звезда» (№ 5455).
В 1957 году окончил курсы усовершенствования при Военно-воздушной академии. С 1981 года генерал-майор авиации М. Ф. Батаров — в отставке.
Жил в городе-герое Москве. Скончался 26 декабря 1990 года.

## Награды
- Медаль «Золотая Звезда» № 5455 Героя Советского Союза (18.08.1945)
- орден Ленина (18.08.1845)
- два ордена Красного Знамени (13.10.1943, 29.01.1945)
- орден Александра Невского (05.08.1944)
- два ордена Отечественной войны I степени (27.03.1944, 11.03.1985)
- три ордена Красной Звезды (в том числе — 17.02. 1943, 05.11.1954)
- орден «За службу Родине в Вооружённых Силах СССР» III степени
- медали, в том числе:
  - «За боевые заслуги»
  - «За оборону Кавказа»
  - «За победу над Германией в Великой Отечественной войне 1941—1945 гг.»
  - «За взятие Будапешта»
  - «За взятие Вены»
  - «За освобождение Белграда»
- орден Заслуг Венгерской Народной Республики

## Память
- Похоронен в Москве на Николо-Архангельском кладбище.
- Мемориальная доска в память о Батарове установлена Российским военно-историческим обществом на здании бывшей Гришинской восьмилетней школы, где он учился.